# باغ شالي (كاكي)
باغ شالي (بالفارسية: باغ شالی) هي قرية تقع في إيران في قسم كاكي الريفي. يقدر عدد سكانها بـ 45 نسمة .